# Azoture de plomb(II)
L'azoture de plomb est un composé explosif de formule Pb(N3)2 utilisé (entre autres) dans les détonateurs commerciaux et militaires (y compris détonateur de type fil) et les amorces de nombreux types de munitions (où il remplace le fulminate de mercure(II), encore plus toxique et moins stable face aux chocs). 
L'azoture de plomb pur se présente sous la forme d'une poudre cristalline blanche, jaunissant à la lumière. L'« azoture de plomb dextriné » est une poudre de couleur crème, pouvant virer au brun clair sous l'effet de la lumière.

## Histoire
Connu depuis 1891, il a fallu attendre plusieurs décennies pour pouvoir l'utiliser comme amorce ou détonateur (les études menées en Allemagne puis en France avaient été interrompues à diverses reprises à la suite d'accidents graves).
Il est fabriqué en France depuis 1925.

## Fabrication
L'azoture de plomb s'obtient par action de l'azoture de sodium sur une solution d'acétate de plomb en présence ou non de dextrine (1 à 1,5 %) qui a un rôle de flegmatisant.

## Caractéristiques pyrotechniques
Stable en température, il détone à 350 °C. 
Sa température d'auto-inflammation par chauffage progressif (5 °C/min) est de 340 °C. 
Moins sensible au choc que le fulminate de mercure et bien moins sensible thermiquement que le TATP, il est par contre plus sensible à la friction, ainsi qu'aux décharges électriques. 

Sa détonation peut être activée par laser (compression par rayonnement laser).
La vitesse de détonation varie de 4 100  à   5 100 m·s-1 en fonction du taux de compression. Il détone avec moins de violence que l'azoture d'argent (AgN3) et il est stable à l'humidité (conservant même pratiquement toutes ses propriétés sous l'eau). En milieu non confiné ou dans le vide, il détone en émettant de la lumière.

## Risques et dangers
Sa réaction de décomposition est brutale, explosive et exothermique et elle libère du plomb toxique par contact, inhalation et ingestion.
En raison du plomb toxique qu'il contient (facteur de saturnisme et de saturnisme animal, métal non biodégradable), l'azoture de plomb pur est (via la fumée de tir notamment) l'un des facteurs de toxicité des munitions quand elles en contiennent. Il doit être protégé de la lumière qui le rend instable (photolyse auto catalytique),.
C'est en outre l'explosif industriel le plus sensible à la friction. Certains métaux peuvent aussi exacerber sa sensibilité (double sensibilité : photochimiques et photoélectriques).